# یوسی واردی
یوسی واردی (عبری: יוסי ורדי‎؛ ۱۹۴۲ (۸۲–۸۳ سال) –) کارآفرین و سرمایه‌گذار اهل اسرائیل بود.